# Bus Danmark
Bus Danmark A/S var et dansk busselskab, som blev oprettet i 1995 ved udskillelse af busdivisionen fra Hovedstadsområdets Trafikselskab (HT).
Selskabet var ejet af Københavns, Frederiksborg og Roskilde amter samt Københavns og Frederiksberg kommuner.
Bus Danmark blev i 1999 opkøbt af Arriva og fusioneret med Unibus, hvorefter de tre selskaber fortsatte samlet som Arriva Danmark A/S. Kørslen blev overtaget af både Arriva og Linjebus.